# Alasjärvi (sjö i Birkaland)
Alasjärvi är en sjö i Finland. Den ligger i Tammerfors stad i landskapet Birkaland, i den södra delen av landet, 160 km norr om huvudstaden Helsingfors. Alasjärvi ligger 111 meter över havet. Arean är 37,5 hektar och strandlinjen är 3,48 kilometer lång. Sjön  ingår i Kumo älvs huvudavrinningsområde. 
I övrigt finns följande vid Alasjärvi:
- Toritunjärvi (en sjö)